# Pandolfo III di Capua
Pandolfo III di Capua, detto il Nero o il Giovane (... – 1022) è stato un principe longobardo che governò Capua dal 1007 al 1022.

## Biografia
Figlio e successore di Landolfo VII di Capua nel 1007. Risulta aver governato insieme al padre, ma non si sa da quale data. Governò insieme allo zio Pandolfo II di Benevento, che in precedenza era stato suo reggente, fino alla morte di quest'ultimo nel 1014.
Nel febbraio 1016 associò al regno suo cugino Pandolfo IV; non si hanno altre notizie su di lui.